# Power Rangers: Time Force
Power Rangers: Time Force (vaak afgekort tot "PRTF") was het negende seizoen van de serie Power Rangers, gebaseerd op de Super Sentai serie Mirai Sentai Timeranger . Dit seizoen werd uitgezonden in 2001 en bestond uit 40 afleveringen.
Power Rangers Time Force was uniek tegenover de andere Power Ranger series door de donkere verhaallijn. Dit kwam omdat het verhaal van de serie bijna geheel gelijk was aan dat van zijn Sentai tegenhanger.

## Verhaal
In het jaar 3000 heeft de mens een utopia gecreëerd met een speciale politie eenheid genaamd Time Force. Aan het begin van de serie heeft Time Force alle criminelen gearresteerd behalve Ransik. Ransik slaagt erin om in te breken in de gevangenis waar zijn hele bende van mutanten zit opgesloten (zij het Cryogeen bevroren), en hiermee terug te reizen naar het verleden in een poging te toekomst te veranderen. Voordat hij vertrekt vecht hij nog met de rode Time Force Ranger Alex, die daarbij zwaargewond raakt. Alex geeft zijn Chrono Morpher + vier andere morphers aan zijn vriendin en mede Time Force agent Jen die samen met drie Time Force cadetten Ransik na reist.
Ransik en de Time Force rangers arriveren kort na elkaar in het jaar 2001 in de stad Silver Hills. Jen en de anderen ontdekken dat de Chrono Morphers die ze hebben meegenomen pas werken als iemand de rode gebruikt. Omdat Alex deze al gebruikt had is de morpher ingesteld op zijn DNA en kan alleen iemand met hetzelfde DNA patroon hem gebruiken. Al snel vinden ze Wes Collins, de zoon van een rijke industrieel en een voorouder van Alex. Ze rekruteren hem in het team als de nieuwe rode ranger. De vijf zetten een tijdelijke basis op in een oude klokkentoren.
In een poging om de mutanten te stoppen creëert Wes' vader een elite team genaamd de Silver Guardians. Een van de leden is Wes' oude vriend Eric Myers. Eric ontdekt al snel de verloren gewaande Quantum morpher en wordt de zesde Time Force ranger: de Quantum ranger. Hij gebruikt dit echter om de leider van de Silver Guardians te kunnen worden.
Ransik wordt uiteindelijk verraden door zijn robothelper Frax. Frax bouwt in het geheim een enorme robot genaamd Doomtron. Ransik vindt Frax voordat hij Doomtron kan gebruiken. Hij vernielt Frax’ kunstmatige intelligentie zodat Frax weer een gewone robot wordt. Vervolgens laat hij Frax de stad aanvallen met Doomtron. In het laatste gevecht raakt Eric zwaargewond en geeft zijn quantum morpher door aan Wes zodat die de Q-Rex (Erics zord) kan commanderen. Wes slaagt erin Doomtron, en daarmee ook Frax te vernietigen.
In een laatste poging hen te verslaan gaat Ransik zelf het gevecht aan met de rangers. Hierbij doodt hij per ongeluk bijna zijn eigen dochter Nadira, die zelf probeerde een baby te beschermen. Ransik geeft zichzelf over. De Time Force rangers keren terug naar het jaar 3000. Wes accepteert zijn vaders aanbod om de nieuwe leider van de Silver Guardians te worden, maar alleen als Eric co-leider mag blijven.

## Personages

### Time Force Rangers
- Wesley "Wes" Collins/Rode Ranger II: Wes komt uit een rijke familie en is de erfgenaam van zijn vaders bedrijf. Echter nadat hij een Time Force ranger wordt begint hij te twijfelen hieraan en besluit zijn eigen lot te bepalen.
- Jen/ Roze Ranger: Jen is een Time Force officier uit het jaar 3000. Ze is de verloofde van de oorspronkelijke Rode Ranger Alex. In het begin ziet ze zwaar op tegen het feit dat Wes zich bij het team aansluit en laat hem dan ook alleen toe omdat zonder zijn hulp de Chrono Morphers niet werken.
- Lucas Kendell/Blauwe Ranger: Lucas is maar geïnteresseerd in twee dingen: uiterlijk en raceauto’s. In het jaar 3000 was hij een ervaren race coureur.
- Trip/Groene Ranger: Trip is een alien van de planeet Xybria. Hij is de technisch adviseur van het team. Trip heeft een steen op zijn voorhoofd waarmee hij soms visioenen krijgt van de toekomst.
- Katie Walker/Gele Ranger: Katie is Jens tegenpool in bijna alles. Ze is onnatuurlijk sterk.
- Eric Myers/Quantum Ranger: Eric is een oude vriend van Wes. Hij komt echter uit een arme familie. Hij sluit zich aan bij de Silver Guardians. Nadat hij ontdekt dat Wes de rode ranger is, is hij erop gebrand om zelf ook een ranger te worden. Dit gebeurt nadat hij de verloren gewaande Quantum Morpher vindt en ook controle krijgt over de Q-rex. Hij wordt kort daarna benoemd tot teamleider van de Silver Guardians. Hoewel Eric wel meevecht aan de goede kant is hij meer een antiheld.
- Alex/Rode Ranger I: Alex is Jens verloofde en de eigenlijke rode ranger. Hij raakt zwaargewond in een gevecht met Ransik. Nadat hij is genezen reist hij zelf af naar 2001 om de leiding over het team weer op zicht te nemen, alleen maar om te ontdekken dat Wes zijn plaats heeft ingenomen. Alex accepteert dit uiteindelijk en keert terug naar 3000.

### Hulp
- Circuit: een mechanische uil die de rangers voorziet van informatie over de mutanten.
- Captain Logan: een Time Force officier uit het jaar 3000.
- Mr A. Collins: Wes vader.
- Lightspeed Rangers

### Mutanten
- Ransik: Ransik was in het jaar 3000 de eerste van een groep mutanten, per ongeluk ontstaan door genetische manipulatie. Hij richtte een criminele bende op van mutanten die al snel allemaal werden gearresteerd door Time Force. In een poging om het verleden te veranderen valt Ransik samen met zijn dochter Nadira en zijn robot Frax de gevangenis waar alle mutanten zitten binnen en reist hiermee terug naar 2000. Ransik geeft zichzelf uiteindelijk over nadat hij bijna Nadira dood in een gevecht met de Rangers.
- Nadira: Ransik’s dochter. In het begin vergezeld ze de mutanten vaak in hun misdaden. Tegen het eind van de serie begint ze te twijfelen aan de daden van haar vader en vraagt hem dan ook op te houden. Tijdens het gevecht tussen Ransik en de Rangers raakt ze zelf gewond tijdens een poging een baby te redden.
- Frax: Frax is een robot en helper van Ransik. Frax heeft in werkelijkheid een persoonlijke vete tegen Ransik. Frax was oorspronkelijk de wetenschapper dokter Ferricks. In het jaar 3000 werd Ransik aangevallen door de mutant Vennomark. Dokter Ferricks had een serum tegen de beet van deze mutant en hielp Ransik toen niemand anders dat wilde. Nadat Ferrick Ransik vertelde dat hij, in tegenstelling tot mensen, de rest van zijn leven serum moest innemen, verraadde Ransik de dokter en vernielde zijn laboratorium. Ferricks raakte zwaargewond in de ontploffing, maar was nog in staat zichzelf te redden door zijn lichaam te herbouwen tot robot. Frax verraadt Ransik uiteindelijk en trekt zich terug om de superrobot Doomtron te bouwen. Ransik weet Frax op te sporen en herprogrammeert hem zodat alle herinneringen van dokter Ferricks worden gewist en Frax gewoon een hersenloze robot wordt. In deze toestand bestuurde Frax Doomtron voor een aanval op Silver Hills. Frax wordt vernietigd wanneer Doomtron explodeert.
- Gluto: een handlanger van Ransik. Hij is de Amerikaanse versie van Don Dolnero, de hoofdvijand uit Mirai Sentai Timeranger.

## Zords
- Transwarp Megazord: een gele robot die constant bij de ingang van de tijdpoort in het jaar 3000 staat. Hij heeft als enige functie de Time Flyers en Shadow Winger door de tijdpoort te sturen.
- Time Flyers: de Time Flyers zijn de vijf vliegtuig-achtige zords van de Time Force Rangers. Ze kunnen drie verschillende combinaties vormen:
  - Time Force Megazord Jet mode: een enorme versie van een gewone Time Flyer.
  - Time Force Megazord, mode Blue: een blauwe robot gewapend met een laser.
  - Time Force Megazord, mode Red: een rode robot gewapend met een zwaard en schild.
- Shadow Winger: de Shadow Winger is een speciale TimeJet die van Jetmode kan veranderen in een robot genaamd de Time Shadow Megazord, gewapend met twee zwaarden. De Time Shadow Megazord kan combineren met de Time Force Megazord tot de Shadow Force Megazord (mode Blue/Red) .
- Q-Rex. De Q-Rex is de sterkste Zord van Time Force en heeft de vorm van een T.Rex. De robot was samen met de Quantum Morpher verloren geraakt toen hij door een tijdpoort werd gestuurd, geopend door een mutant. De Quantum Morpher belandde in het jaar 2001, maar de Q-Rex belandde in de prehistorie. Nadat Eric de Quantum morpher in zijn bezit krijgt, reist hij samen met Wes terug in de tijd om de Q-Rex op te halen. De Q-rex kan veranderen in een “megazord mode” gewapend met raketten en lasers.

## Trivia
- Zoals bij veel Power Ranger Series is de gele ranger hier een vrouw, maar in de Sentai versie een man.
- Oorspronkelijk zou Eric tijdens het laatste gevecht omkomen net als zijn Sentai tegenhanger. De scènes hiervoor waren al gefilmd toen de producers besloten hiervan af te zien.
- De Quantum Ranger is de eerste zesde ranger in een Power Rangers serie in dezelfde kleur als een van de hoofd vijf: rood. Hierdoor wordt Eric vaak als een soort tweede rode ranger beschouwd. Net als Wes krijgt ook hij een powerup in de vorm van een battlizer.
- Power Ranger Time Force is de eerste serie waarin de monsters niet worden vernietigd maar opnieuw gevangen en cryogeen bevroren.
- Erin Cahill (Jen) speelt in PRTF de allereerste roze Ranger die leider is van het team (in tegenstelling tot de rode ranger als leider).